# Návrat divokých koní

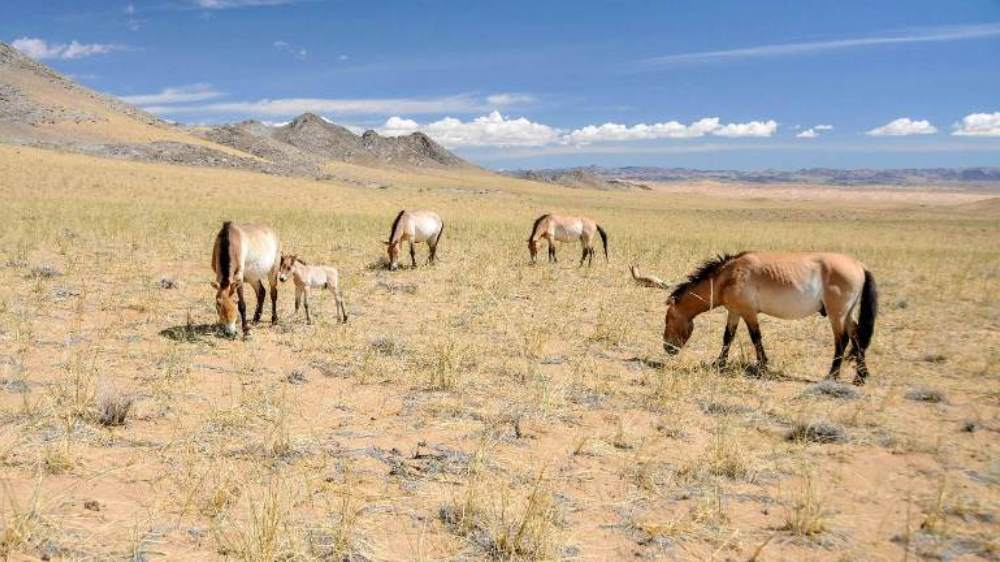
Návrat divokých koní: Klisny přivezené do Mongolska v roce 2011 s hříbaty a hřebcem Bo

Návrat divokých koní je název nejvýznamnějšího ochranářského in-situ projektu, který organizuje přímo Zoo Praha. Jeho základním posláním je navýšení absolutního počtu i genetické rozmanitosti koní Převalského v místě jejich původního výskytu v Mongolsku. Projekt se realizuje od roku 2011. Do roku 2018 bylo přepraveno 31 koní z Evropy a další čtyři v rámci Mongolska. Na podzim 2018 z tohoto počtu žilo 28 jedinců a 26 jejich v Mongolsku narozených potomků. Zaznamenány byly již i případy vnoučat dovezených klisen. V roce 2019 byly převezeny další tři klisny, počet převezených jedinců z evropských chovů tak stoupl na 34.
V říjnu 2021 se pražská zoo právě za tento projekt a za dlouholetý přínos k záchraně koně Převalského stala držitelem nejvyššího ocenění Světové asociace zoologických zahrad a akvárií WAZA Conservation Award. Historicky jde teprve o šesté udělení tohoto světově největšího vyznamenání pro zoologické zahrady.

## Cesta k projektu
Vlastní transporty (reintrodukce) koní Převalského sice začala Zoo Praha organizovat v roce 2011, ale již dříve se podílela na záchraně posledního divokého koně. Nejprve jako správce mezinárodní plemenné knihy, na začátku 90. let 20. století byla oslovena s poskytnutím koní pro reintrodukci. Komplikovaná situace mezi stěžejními lidmi podílejícími se na transportech však tomuto zabránila, a tak se Zoo Praha začala účastnit obdobných jednání až v roce 1997.
V letech 1998 a 2000 poslala Zoo Praha do dvou mongolských lokalit jednoho hřebce a tři klisny. V roce 1998 se jednalo o hřebce Atreu a dvě klisny – Zinu a Zetu, kteří putovali do Gobi B. Zina a Atreu uhynuli již na jaře 1999 na následky invaze krevních parazitů. V roce 2000 se klisna Babeta zúčastnila přesunu z Evropy do Chusta Nurú. Mezi transportovanými koňmi zaujímá speciální postavení samice Zeta, která byla vůbec prvním mládětem koně Převalského narozeným v Chovné a aklimatizační stanici Zoo Praha v Dolním Dobřejově.
Po odstranění následků povodní v Zoo Praha z roku 2002 již nebylo nutné se soustředit jen na aktivity v areálu zoo, a začaly být více rozvíjeny ochranářské aktivity in-situ. Mezi ně od začátku patřila podpora reintrodukce erbovního zvířete – koně Převalského. V roce 2006 bylo otevřeno sídlo správy chráněného území Gobi B a od té doby se datuje také vzájemná spolupráce s českou stranou – Zoo Praha tehdy přispěla důležitým vybavením (satelitní telefony, GPS navigace, dalekohledy, mikroskopy), díky kterému bylo mj. umožněno spojení strážců, základny a hlavního města skrze rádiovou síť. Zoo Praha tak již průběžně financovala a nadále financuje technické vybavení strážců, vybavení laboratoří či terénní vozidlo se speciální úpravou pro obtížné podmínky k ostraze parku a kontrole volně žijících stád koně Převalského. Význam aktivit dokumentuje fakt, že předání automobilu se dostalo i do mongolského televizního zpravodajství (2009). Pořízení dieselelektrického agregátu znamenalo, že se do osady dostala elektřina.
Styky s International Takhi Group (ITG), která od roku 2000 organizuje transporty koní Převalského do Mongolska, se dlouhou dobu pohybovaly jen v rámci odborné komise evropského záchovného programu (EEP). V roce 2007 se zoo stala jejím řádným členem, což navázalo na fakt, že v roce 2006 stanovilo vedení zoo reintrodukci mezi své priority. Na červen 2008 byl plánován transport 12 koní do Gobi B, mezi nimi měla být i pražská samice Kordula, která se narodila v červnu roku 2006. Z transportu však nakonec sešlo.
Situace se však konečně průběžně zlepšovala i v Gobi B. Například během jara 2009 se narodilo 25 hříbat. Na konci roku 2009 tak tamní populace dosáhla 148 kusů.

### Přelomový dzud
Zima, která přišla v sezoně 2009/2010, byla obzvláště krutá. Jednalo se o tzv. dzud, což je mongolský pojem pro mimořádnou katastrofu, při níž hyne velké množství zvířat včetně dobytka. Dokonce jsou rozlišovány tři typy této katastrofy – bílý, ledový a černý dzud. V tomto případě šlo o kombinaci bílého a černého dzudu. Předchozí léto totiž bylo mimořádně suché, a krajina vyschla tak, že vegetace nestačila dostatečně narůst tak, aby poskytla potravu pro zvířata. Situaci umocnilo rozhodnutí majitele soukromé přehrady, z níž nechtěl upouštět vodu. Následně v zimních měsících napadlo velké množství sněhu a zároveň začalo silně mrznout. Osada Tachin Tal byla do konce února odříznutá od světa. V stepi leželo 70 až 100 cm sněhu (v horách ještě mnohem více). Ani terénními auty se prakticky nedalo projet a zvířata sledovat a přikrmovat. Více než dvoutýdenní sněžení a mrazy kolem 40 stupňů pod nulou si vybraly svou daň. Obyvatelstvo přišlo o téměř všechno domácí zvířectvo včetně domácích koní. Tato zima však hlavně přinesla zásadní zásek do početních stavů koní Převalského. Stádo u stanice bylo přikrmováno, ale k ostatním harémům nebylo možné se dostat, takže ani dlouho nebylo jasné, jak hodně vážná je situace. Jak se ale následně ukázalo, vyplnily se negativní prognózy. Koně opravdu hynuli zejména zimou, sníh zachycený v jejich srsti podchlazoval celé tělo. Skupina nejblíže aklimatizační ohrady se vlastně udusila pod sněhovým příkrovem. Navíc potravy bylo od léta málo a pod nánosy sněhu byla nedostupná. Během krátké doby tak jen v Gobi B uhynulo 89 kusů těchto koní, což odpovídalo dvěma třetinám tamní populace. Takový stav si žádal okamžité řešení, a právě proto se Zoo Praha začala aktivně zabývat možnostmi obnovení transportů do Mongolska. Kritická situace se diskutovala na zasedání ITG ve švýcarském Curychu. V červnu 2011 se přímo v Gobi B konala mezinárodní konference s účastí Zoo Praha a také první transport v české režii, i když do Gobi B zamířil až ten druhý v roce 2012.

## Návrat divokých koní – vlastní in-situ projekt Zoo Praha
Koně z různých evropských chovů jsou pod hlavičkou pražské zoo navraceni do své domoviny v Mongolsku. Důležitou součástí projektu je též socioekonomická podpora obyvatel žijících v regionálním pásu rezervace. Projekt má za cíl přispět k větší efektivitě ochrany přírody a je součástí mezinárodního úsilí nabídnout místním obyvatelům (převážně pastevcům) možnost alternativních zdrojů obživy. Velká část pomoci směřuje do podpory správy národního parku Gobi B a jeho strážců.
Akce je zajišťována ve spolupráci s Armádou ČR, která poskytuje leteckou přepravu za úhradu přímých nákladů. Projekt je zároveň podporován Českou rozvojovou agenturou a nemohl by vzniknout ani bez spolupráce Velvyslanectví ČR v Mongolsku.
První transport se uskutečnil v roce 2011 a mířil do Chomiin Talu na západě Mongolska. Od roku 2012 je podpora směřována zejména do Přísně chráněné oblasti Gobi B. Na její území tak z Evropy díky transportům Zoo Praha putovalo do roku 2017 včetně již 27 koní, po osmém transportu v červnu 2018 již 31 koní. Další čtyři koně pak byli do této oblasti v roce 2016 převezeni v rámci vnitrostátní akce z Chusta Nurú. Celkem se tak dosud jednalo o transporty 35 koní Převalského. V létě 2015 se podařilo dosáhnout stavu koní před krutou zimou 2009/2010.

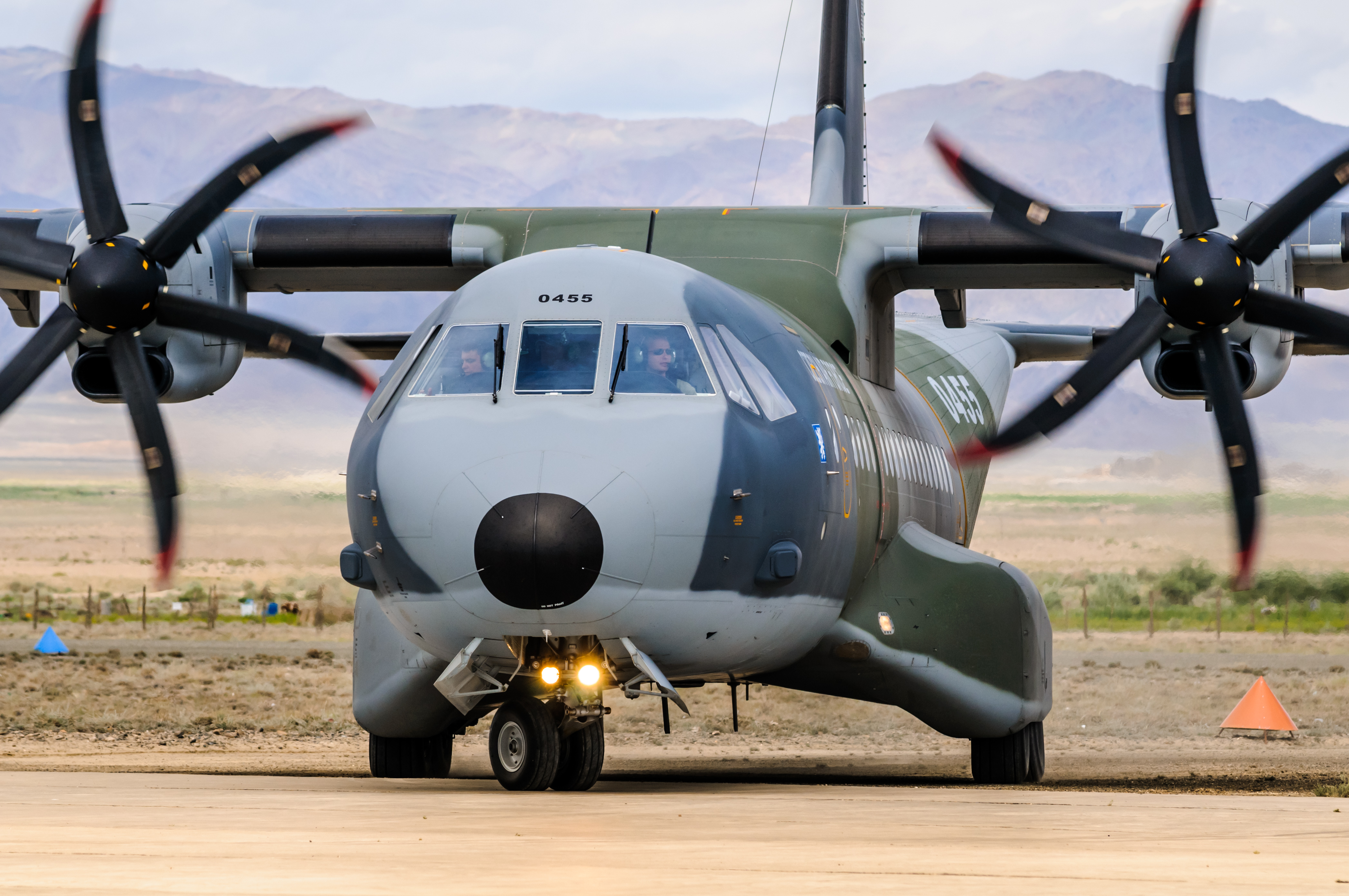
Návrat divokých koní 2013

Osmý transport do Mongolska se uskutečnil 19. a 20. června 2018.
Na počátku června 2019 bylo v Přísně chráněné oblasti Gobi B již více než 270 koní.
V pořadí devátý transport se uskutečnil 18. a 19. června 2019. Pravidelné transporty přerušila v období 2020–2022 omezení v souvislosti s onemocněním covid-19. 
K 15. říjnu 2022 žilo v Gobi B celkem 418 koní Převalského.
V intenzivních přípravách je založení nové populace koní Převalského ve východní části Mongolska, v oblasti zvané „Údolí klášterů“. První koně by se v této lokalitě mohli zabydlet v roce 2026.

### Návrat divokých koní do Kazachstánu
V dubnu 2023 za účasti premiérů České republiky a Kazachstánu, Petra Fialy a Alichana Smajlova, podepsal ředitel Zoo Praha Miroslav Bobek memorandum o spolupráci na návratu koní Převalského do Kazachstánu. Jednání o této spolupráci probíhala již delší dobu a nově se dostala na doposud nejvyšší úroveň. Návrat koně Převalského do kazachstánských stepí je plánován v rámci projektu Návrat divokých koní 2024. Dva armádní letouny CASA s celkem osmi koňmi z evropského chovu na palubě odstartují 3. června z letišť v Praze a Berlíně. Po mezipřistáních v Istanbulu a Baku přistanou 4. června v Arkalyku ve středním Kazachstánu. Pak bude transport koní pokračovat do aklimatizačního centra Alibi v Altyn Dala (Zlatá step) již po zemi. Cílem „kazachstánského“ projektu je přepravit během pěti let do oblasti Altyn Dala alespoň 40 koní Převalského, kteří budou tvořit základ zdejší populace. Jejich přepravu bude zajišťovat Zoo Praha ve spolupráci s Armádou České republiky a dalšími partnery. Poslední divoký kůň se tak po Mongolsku vrátí do stepí další země v nitru Asie. Představitelé Zoo Praha, Armády ČR, Evropské asociace zoologických zahrad a akvárií (EAZA) a Frankfurtské zoologické společnosti (FZS) tento plán oznámili na tiskové konferenci v Praze 5. března 2024.
Transport do kazachstánské oblasti Altyn Dala (Zlatá step) byl plánován zároveň zdvojeně z Prahy i z Berlína a proběhl v červnu 2024 a nakonec se ve dvou dnech v této první misi vrátilo na území Kazachstánu celkem 7 koní.
Druhý zdvojený transport skupiny koní z českého chovu v Dolním Dobřejově (letecky z Prahy) a skupiny koní z maďarského Národního parku Hortobágy (letecky z Debrecína) proběhl v červnu 2025. Přesun čtyř koní (dvou klisen a dvou hřebců) mezi Dolním Dobřejovem a pražským letištěm nečekaně zkomplikoval hřebec Wisky, kterému se podařilo transportní bednu rozepřít, vyrazit tím horní díl a na dopravně vytíženém Pražském okruhu vyskočit z přepravníku na silnici. Mimořádně vážnou situaci pracovníci Zoo Praha úspěšně vyřešili a kůň Wisky byl v pořádku přesunut do výběhu v Troji. Do kazachstánské Zlaté stepi se tedy vypravila dvojice českých klisen doprovázená jedním hřebcem a čtveřice maďarských klisen. Do aklimatizačního výběhu reintrodukčního centra v Alibi byli vypuštěni 3. června 2025. Pracovníci Zoo Praha také vypustili z aklimatizační ohrady do volné Zlaté stepi skupinu koní přivezených v předchozím roce.

### Základní etapizace projektu
| Ročník – fáze projektu    | Cílová lokalita | Počet koní                                                                       |
| Návrat divokých koní 2011 | Chomiin Tal     | 4 koně (1 samec, 3 samice)                                                       |
| Návrat divokých koní 2012 | Gobi B          | 4 koně (4 samice)                                                                |
| Návrat divokých koní 2013 | Gobi B          | 4 koně (4 samice)                                                                |
| Návrat divokých koní 2014 | Gobi B          | 3 koně (3 samice)                                                                |
| Návrat divokých koní 2015 | Gobi B          | 4 koně (4 samice)                                                                |
| Návrat divokých koní 2016 | Gobi B          | 4 koně (4 samice) + 4 koně (1 samec, 3 samice v rámci vnitrostátního transportu) |
| Návrat divokých koní 2017 | Gobi B          | 4 koně (4 samice)                                                                |
| Návrat divokých koní 2018 | Gobi B          | 4 koně (4 samice)                                                                |
| Návrat divokých koní 2019 | Gobi B          | 3 koně (3 samice)                                                                |
| Návrat divokých koní 2024 | Altyn Dala      | 8 koní plánováno, nakonec 7 (1 samec a 2 samice z Prahy a 4 samice z Berlína)    |
| Návrat divokých koní 2025 | Altyn Dala      | 8 koní plánováno, nakonec 7 (1 samec a 2 samice z Prahy a 4 samice z Debrecína)  |

## Navazující rozvojové projekty
V souvislosti s transporty koní Převalského realizovala Zoo Praha z prostředků České rozvojové agentury po dobu tří let projekt, jehož cílem bylo zlepšit fungování národního parku Gobi B, kam se převážejí koně právě z evropských chovů. Vznikly strážní pozice a seníky. Zakoupena byla terénní vozidla. Podpora také směřuje ke zvýšení životní úrovně místních, což by umožnilo dlouhodobou udržitelnost projektu reintrodukce koní Převalského. Ve vesnici Boj došlo ke zrekonstruování nemocničního zařízení a vybudování pracovní dílny, kanceláře i skladu na brambory. Při místní škole začal fungovat dětský Ekoklub Takhi. Snahou je dále zajišťovat pracovní příležitosti pro místní a přibrzdit nekontrolovatelnou a nevhodnou expanzi zemědělství, která zatěžuje krajinu například značným odvodňováním.
V roce 2016 se ukázala nezbytnost vybudovat v Tachin talu v Přísně chráněné oblasti Gobi B, kde transportovaní koně tráví první rok v aklimatizační ohradě, vrtanou studnu. Místní říčka jako jediný zdroj vody v oblasti v letních měsících často vysychá a strážci pak byli nuceni každý den jezdit pro vodu do desítky kilometrů vzdálené vesnice. Proběhla úspěšná kampaň "Metr za litr", při níž se díky řadě dárců podařilo za pouhých 45 dní vybrat částku 117 100 Kč, tedy finance na realizaci 117 metrů vrtu pro novou studnu, která se po úspěšném uvedení do provozu stala cenným zdrojem vody nejen pro koně, ale také pro místní obyvatele a rangery.
Dne 24. 6. 2018 došlo k předání osmi motocyklů pro strážce, ochránce přírody, v Přísně chráněné oblasti Velká Gobi A, kde mj. žijí divocí velbloudi. Zoo financuje také výzkum sajg mongolských. Zoo Praha tak začala rozvíjet další ochranářské aktivity na území Mongolska, které přesahují zaměření na ochranu jednoho druhu. Již v dubnu 2018 bylo ředitelem Zoo Praha a mongolským státním tajemníkem podepsáno oficiální memorandum o ochraně ohrožených mongolských druhů. S podporou Zoo Praha vznikla chovná stanice v Toli bulag, v níž v roce 2024 začali žít první velbloudi divocí. Další spolupráce na ochraně velblouda divokého byla podepsána v březnu 2025. Zoo Praha se stala hlavním partnerem Ministerstvem pro životní prostředí a klimatickou změnu Mongolska při záchraně tohoto kriticky ohroženého kopytníka. Obě strany budou společně připravovat vytvoření jeho záchovné populace v evropských zoologických zahradách. Zoo Praha přislíbila také spolupráci s ochranou medvěda gobijského (mazálaje), jehož populace se počítá na přibližně padesát jedinců.

## Zajímavosti
V roce 2017 bylo vydáno DVD Návrat domů obsahující čtyři dokumentární filmy, které mapují transporty koní Převalského organizované Zoo Praha v letech 2011 (Návrat divokých koní), 2012 (Návrat divokých koní), 2014 (Na křídlech divokých koní) a 2016 (Návrat do Gobi).
Každý ročník akce má své vlastní logo.
V roce 2019 byla pro větší popularizaci projektu vymyšlena akce Pohlednice z Mongolska. Lidé, kteří na projekt Návrat divokých koní přispěli určitou částkou, mohli dostat pohlednici z Mongolska s motivem akce a podpisy členů výpravy.

## Galerie

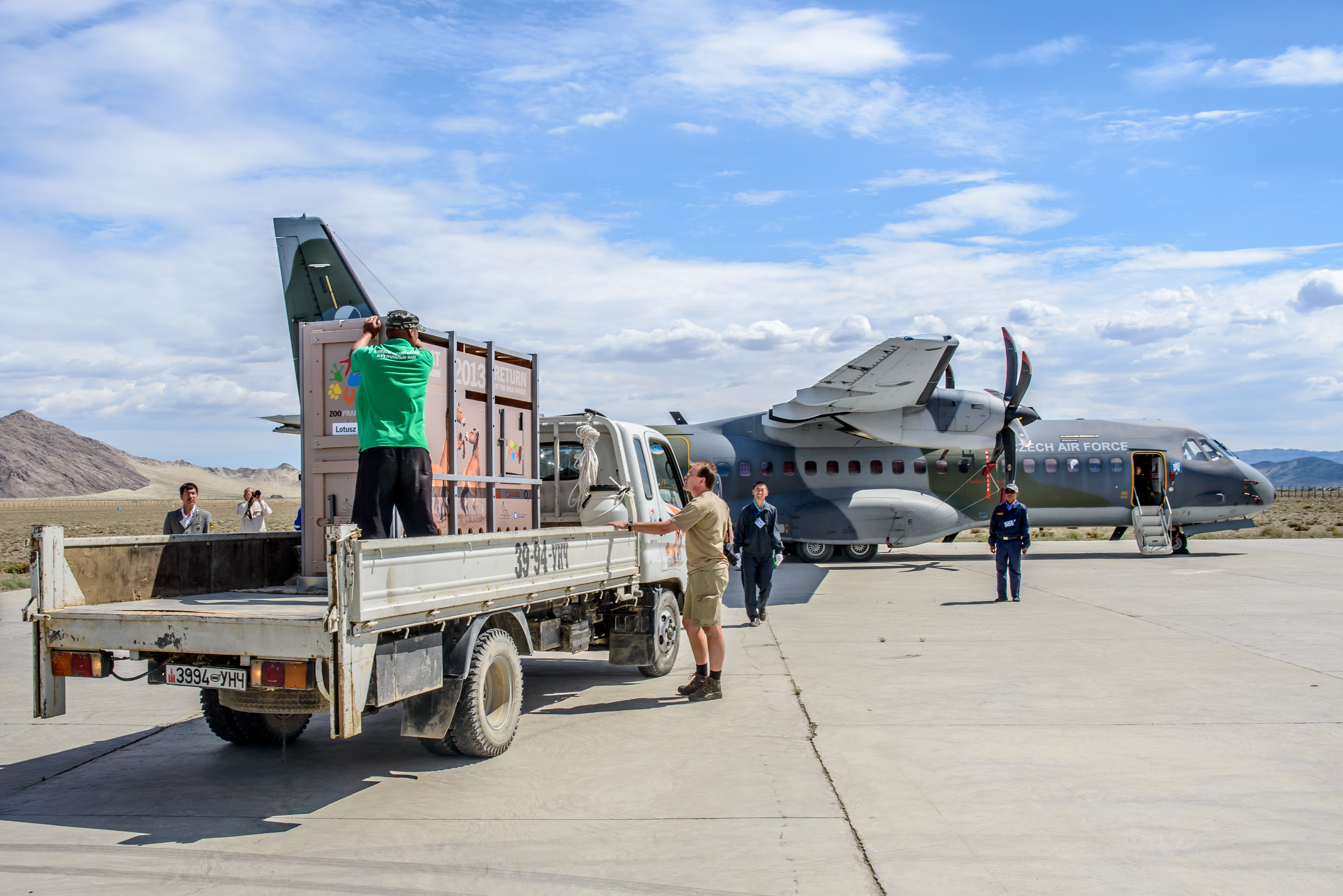
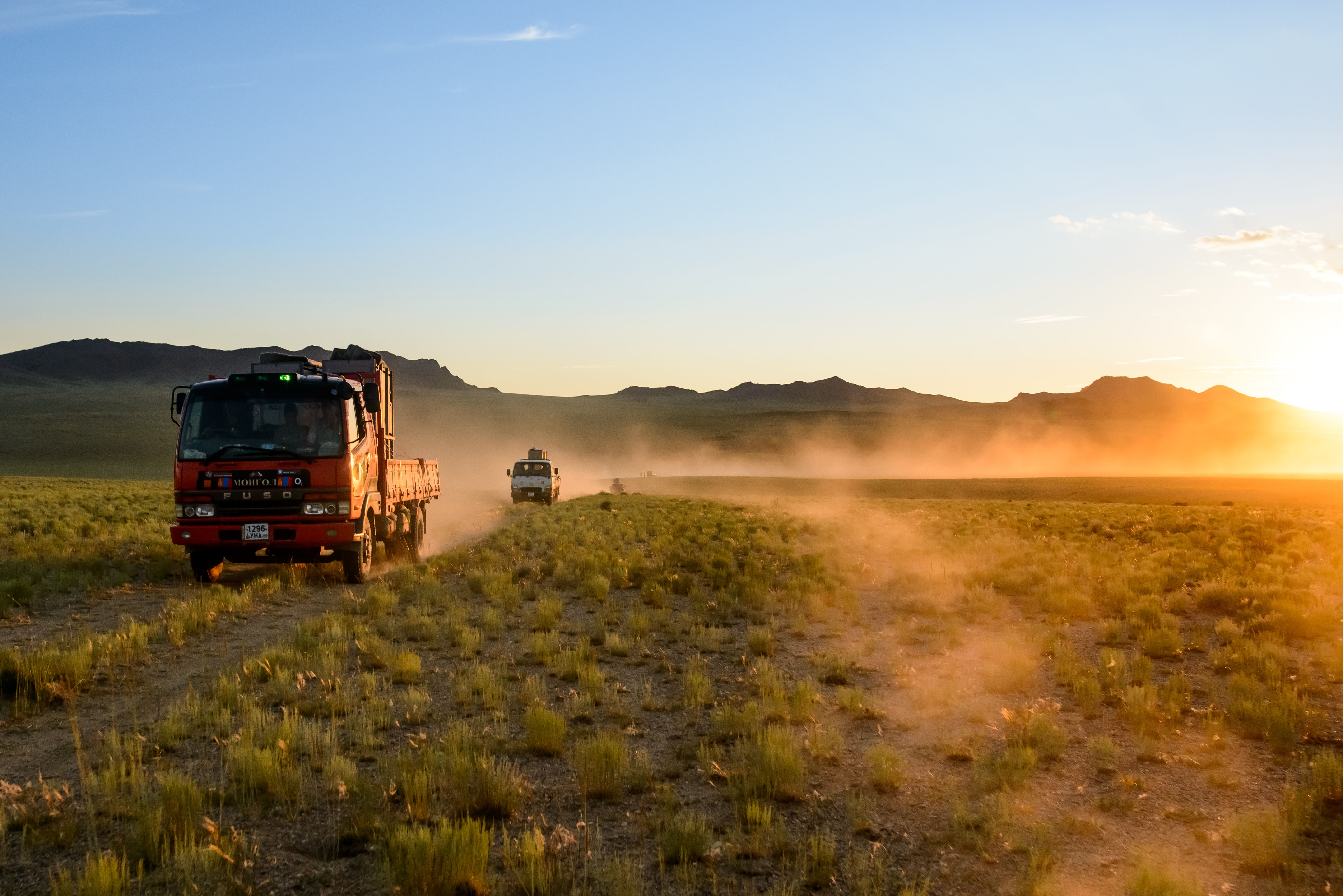
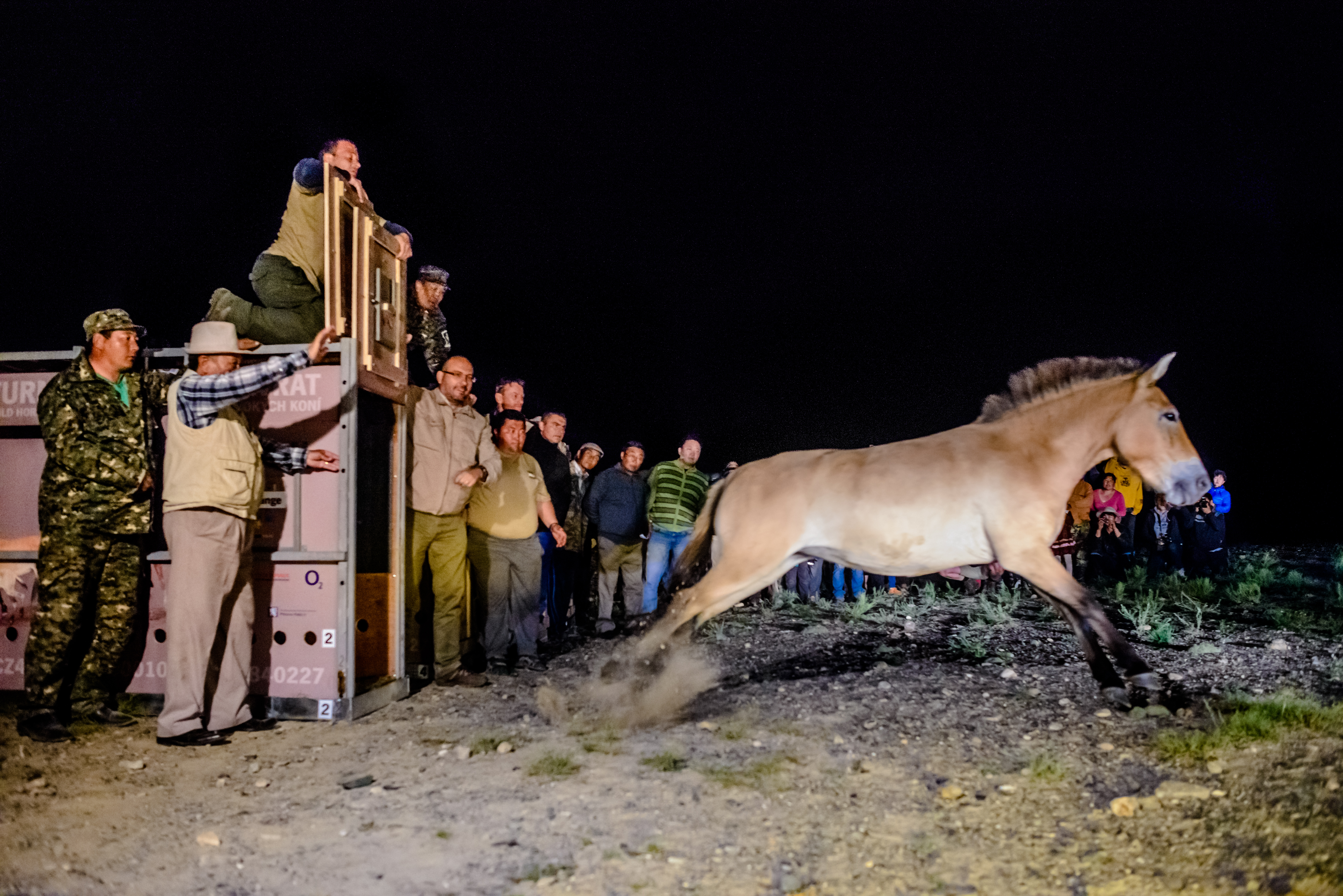
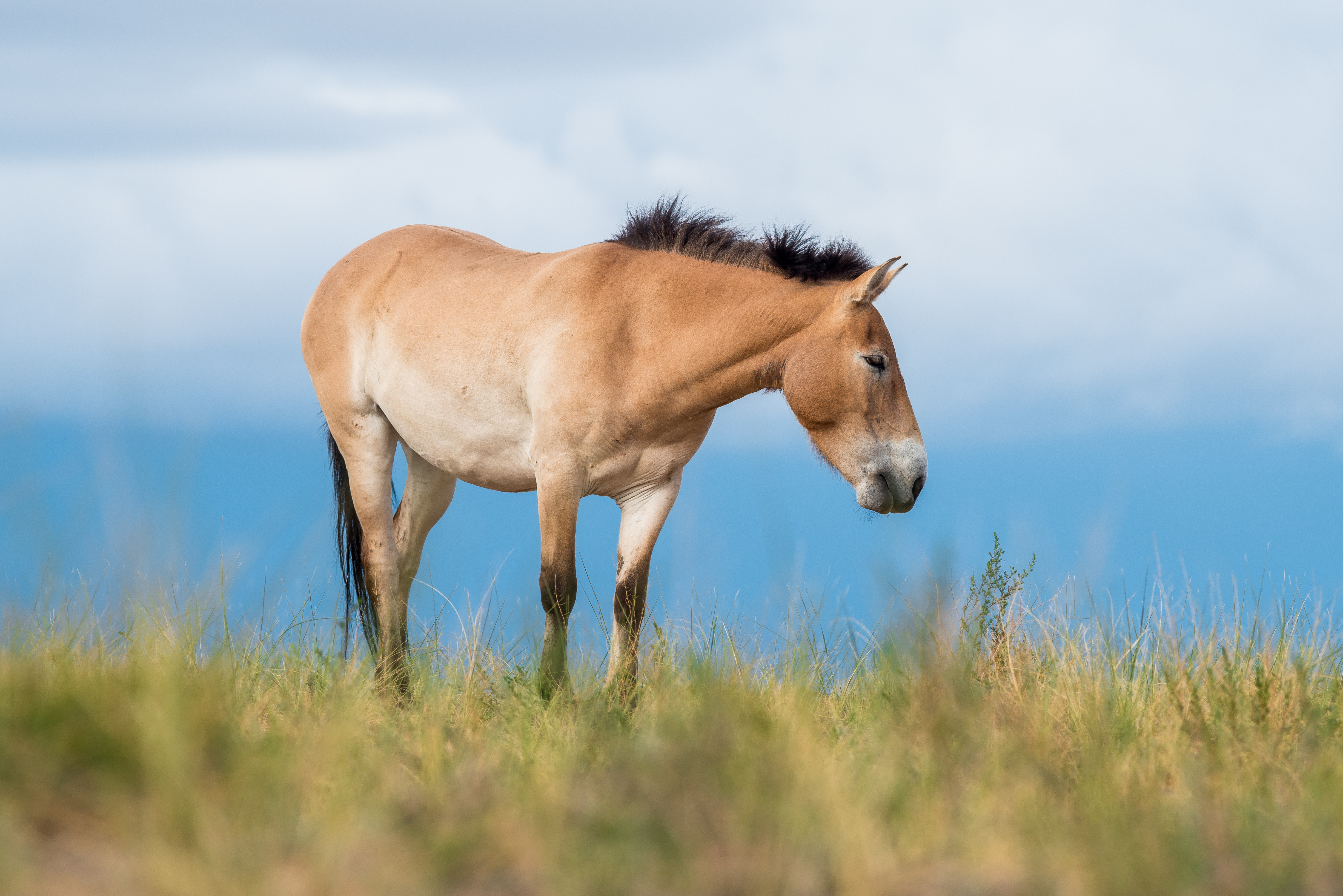